# 2025年武汉硚口区枪杀案
2025年5月18日夜，中華人民共和國湖北省武汉硚口区崇仁路43号一烧烤店「新疆樓蘭秘烤」发生枪击案，目击者称事发时枪手最少开了4枪，最少2人中枪，其中1人头部中弹，枪手行凶后逃离现场，后被警方抓获。

## 背景
中華人民共和國的槍枝管制體制極為嚴格，法律對民間持有枪支施加嚴厲的限制。據官方稱，相較於世界上許多其他國家，中華人民共和國的槍擊案發生率處於相對較低的水平。
在本次槍擊案發生前，湖北省高級人民法院、湖北省人民檢察院及湖北省公安廳於2025年4月29日聯合發佈《關於依法收繳非法槍爆等物品嚴厲打擊涉槍涉爆等違法犯罪的通告》。該通告旨在湖北省境内收繳包括非法槍支與管制刀具在內的危險物品，並鼓勵民眾主動上交及舉報相關線索。

## 事发经过
5月19日中午，武漢市公安局硚口區分局旗下官方微信公众号“平安硚口”发布通報，称：“2025年5月18日21時37分，轄區崇仁路某餐館門口發生一起因糾紛引發的故意傷害案件。案發後，公安機關將傷者送醫救治，已经將犯罪嫌疑人抓獲歸案。目前，1名傷者經搶救無效死亡，另2人無生命危險。案件正進一步偵辦中。”《南方都市报》记者被警方告知“此事具体情况不便透露”。
《點新聞》記者在案發後第二日（5月19日）訪問當地居民及知情者。據受訪者稱，案發時嫌疑人因與餐館舖位業主商議租金未果，遂持槍射擊，擊中業主及其同行人員，造成人員傷亡。

## 後續
《點新聞》記者在案發四小時後抵達現場，原有的警戒措施已被解除。事發餐館的工作人員正在使用消毒劑清洗地面，而周邊的商鋪則處於停業狀態。另有政府部門人員在附近維持秩序，引導行人通行。而距離事發地點不遠的崇仁路路段，食肆依然正常營業。至次日上午，該街道及周邊區域的商業運營基本恢復，多數商家表示與往日沒有顯著差異。街頭可見部分居民聚集，話題多圍繞槍擊案。據報導指，崇仁路少數未營業的商鋪可能與涉案人員存在關聯。
美联社报道该枪击案时指出，武汉警方在通告中未指出何种武器被使用。在中国严格的枪支管制政策下，枪击事件的出现的频率较少，相比之下，持刀伤人、驾车伤人等事件的报道数量较多。
2025年5月20日，中华人民共和国公安部召开全国治安管理工作会议，提及“要强化主动打击，坚持打早打小，及时核处线索苗头，消除风险隐患；坚持打深打透，对涉枪涉爆、涉黄涉赌、涉渔涉砂涉水运物流等违法犯罪，做到打源头、端窝点、断链条、摧网络、治生态”。